# Det beror på ögonen som ser
Det beror på ögonen som ser är ett musikalbum från 1980 av den svenska sångerskan Lena Ekman som utgavs av skivbolaget Mistlur Records (MLR-11). Albumet inspelades med Mobila ljudstudions buss i Sollentuna och Uppsala i november–december 1979 och har endast utgivits som LP.

## Låtlista

### Sida A
1. Nästan som att finna bärnsten (Næsten som at finde rav) (musik: Trille; text Lena Ekman, Lars-Christer Hydén, Mariann Nilsson)
2. Vänner ändå (Lena Ekman)
3. Hej syster (Hej søster) (musik: Trille; text: Lena Ekman)
4. Vara vit mans slav (musik: Lillemor Lind; text: Sonja Åkesson)

### Sida B
1. Kom och lyft mig upp	(Kom og løft mig op) (musik: Trille; text: Lena Ekman)
2. Lätta liljeklockor (musik: Lena Ekman; text: Karin Boye)
3. Du fanns där alltid (Lena Ekman)
4. Mors långa cykeltur (Mors lange cykletur) (musik: Trille; text: Lena Ekman)
5. Att vinden ännu blåser (musik: Lena Ekman; text: Ingrid Sjöstrand)

## Medverkande musiker
- Lena Ekman (sång, gitarr)
- Marta Molinger (gitarr)
- Mats Ekman (elbas)
- Kjell Westling (altsaxofon)
- Hasse Bruniusson (trummor)
- Kristina Byström (fiol)
- Thomas Almqvist (elgitarr)
- Turid Lundqvist (cittra)
- Marie Selander (congas)
- Kvinnohusgruppen (sång)